# 深水絨皮鮋
深水絨皮鮋為輻鰭魚綱鮋形目鮋亞目絨皮鮋科的其中一種，為熱帶海水魚，分布於澳洲海域，為特有種，棲息在沿岸軟底質底層水域，生活習性不明。